# Chan Vathanaka
Chan Vathanaka (Kampot Province, 1994. január 23. –) kambodzsai válogatott labdarúgó.

## Nemzeti válogatott
A kambodzsai válogatottban 36 mérkőzést játszott.

## Statisztika
| Kambodzsai válogatott | Kambodzsai válogatott | Kambodzsai válogatott |
| Időszak               | Mérk.                 | gól                   |
| --------------------- | --------------------- | --------------------- |
| 2013                  | 2                     | 0                     |
| 2014                  | 6                     | 2                     |
| 2015                  | 6                     | 2                     |
| 2016                  | 14                    | 6                     |
| 2017                  | 8                     | 2                     |
| Összesen              | 36                    | 12                    |